# Ford Shelby GR-1
Shelby GR-1 é um carro esportivo da Ford.
Em 2005, a Ford e Shelby o criaram, com corpo esguio e o novo V10 que equipava o novo Shelby Cobra. Carroll Shelby explicou que não deseja que ele seja chamado "Cobra", mas que ele de fato lembra o Daytona.
Atualmente o carro equipado com motor V10 de 604hp 6.4L todo em alumínio com diversas partes do Ford GT, 501 lb·ft (679 N·m) de torque e com câmbio manual de 6 marchas, está avaliado em 2.5 milhões de dólares.